# Малуда, Флоран
Флора́н Жоа́н Малуда́ (фр. Florent Johan Malouda, французское произношение [flɔʁɑ̃ maluda]; 13 июня 1980, Кайенна) — французский футболист, левый полузащитник. Наиболее известен по выступлениям за «Лион», «Челси» и сборную Франции. Победитель Лиги чемпионов УЕФА 2012 года, чемпион Англии, четырёхкратный чемпион Франции, серебряный призёр чемпионата мира 2006 года. Старший брат футболиста Лесли Малуда.

## Клубная карьера
В клубе второго французского дивизиона Малуда вошёл в основу не сразу, играя сначала в молодёжном клубе, а затем выходя на замену. Лишь в последний свой сезон он смог пробиться в основу, играя на позиции форварда.
1 августа 2000 года Малуда на правах свободного агента перешёл в «Генгам», где встретился с Дидье Дрогба. В «Генгаме» Малуда прошёл в основу без всяких осложнений, играя по позиции левого полузащитника. За 3 года в клубе был замечен и приглашён на просмотр в такие французские клубы как «Марсель» и «Монако». В сентябре 2003 года на правах свободного агента перешёл в «Лион».
В «Лионе» у Флорана полностью раскрылся талант и началась большая карьера. Все четыре года в «Лионе» он являлся игроком основного состава. Сезон 2006/07 был особо удачным для Флорана: 10 голов в чемпионате и 3 в Лиге чемпионов УЕФА. Заявив, что мечтой всей его жизни была выиграть Лигу чемпионов УЕФА, 7 июля 2007 года Малуда перешёл в «Челси» за 15 млн фунтов.
В «Челси» Малуда занял место Арьена Роббена, что и вынудило второго покинуть клуб. В новом клубе француз заиграл сразу, забив по голу в первых трёх матчах. Малуда проводил отличные игры на протяжении всей первой части чемпионата. Во время одного из матчей Флоран получил травму, и на протяжении нескольких недель не выходил на поле. После возвращения его настиг спад, он уступил место в основе Саломону Калу. Малуда перестал появляться на поле, лишь изредка Авраам Грант выпускал его поиграть во время Лиги чемпионов.
30 апреля в матче полуфинала Лиги чемпионов против «Ливерпуля» Малуда вышел на замену Саломона Калу в середине второго тайма при счёте 1:1. Выйдя на поле, Малуда вновь оживил игру «Челси», и во многом поспособствовал победе. Весь сезон 2012/13 Флоран провёл в молодёжной команде «Челси», дожидаясь истечения своего контракта.
16 июля 2013 года на правах свободного агента Малуда подписал контракт с «Трабзонспором». 20 августа 2014 года, перед раундом плей-офф Лиги Европы, после словесной перепалки, подрался с главным тренером Вахидом Халилходжичем. В 2014 контракт был расторгнут по обоюдному согласию.
26 января 2018 года Флоран Малуда присоединился к люксембургскому клубу «Дифферданж», подписав временный контракт до конца сезона.
В 2025 году сыграл за российскую медиафутбольную команду Fight Nights на Суперкубке Медийной футбольной лиги в Абу-Даби.

## Карьера в сборной
17 ноября 2004 года Малуда дебютировал за сборную Франции в матче против Польши. Затем он стал регулярным игроком основного состава, забив свой первый гол за национальную сборную 31 мая 2005 года в матче против Венгрии.
Проведя почти всю отборочную кампанию Франции на чемпионат мира по футболу 2006 года, Малуда получил вызов в команду на финальный турнир. Малуда продолжал регулярно выходить на поле на Мундиале, где французы в конечном итоге проиграли по пенальти Италии в финале. Он заработал пенальти для Франции в той игре, который реализовал Зинедин Зидан.
22 июня 2010 года во время чемпионата мира 2010 года Малуда забил гол в матче против принимающей страны ЮАР, который закончился поражением со счетом 2:1 в пользу ЮАР. Это был единственный гол, забитый Францией в ходе их кампании на групповом этапе, который сборная завершила на последнем месте, сыграв вничью 0:0 с Уругваем и проиграв 2:0 Мексике.
3 сентября 2010 года Малуда получил капитанскую повязку в первом отборочном матче Франции на Евро-2012 против Беларуси, в то время как предыдущий капитан Патрис Эвра отбывал пятиматчевую дисквалификацию. Это была первая игра французов под руководством нового тренера Лорана Блана, завершившаяся досадным поражением со счётом 1:0.
В феврале 2012 года Малуда забил второй гол своей команды в матче против Германии, закончившемся со счетом 2:1, реализовав передачу от вышедшего на замену Моргана Амальфитано. После того, как его включили в состав сборной Франции из 23 человек на финальный этап Евро-2012 в Польше и Украине, 31 мая Малуда забил свой девятый гол за сборную в товарищеском матче против Сербии, закончившемся со счетом 2:0, отличившись с линии штрафной и удвоив преимущество своей команды.
После пятилетнего отсутствия во французской сборной у Малуда появилась возможность выступать за свою родную страну, ассоциацию, не входящую в ФИФА. В июне 2017 года он был включён в предварительный состав Французской Гвианы на Золотой кубок КОНКАКАФ 2017 года и дебютировал против Барбадоса в товарищеском матче. Однако он был признан не имеющим права участвовать в Золотом кубке, поскольку правила КОНКАКАФ для турнира используют руководящие принципы ФИФА, и Малуда по-прежнему считается заигранным за Францию. Несмотря на это, 11 июля 2017 года Малуда был включён в стартовый состав Французской Гвианы на матч  Золотого кубка против Гондураса, что привело к техническому поражению после изначальной ничьей 0:0.

## Достижения

### Командные
«Лион»
- Чемпион Франции (4): 2003/04, 2004/05, 2005/06, 2006/07
- Обладатель Суперкубка Франции (3): 2003, 2004, 2005

«Челси»
- Чемпион Премьер-лиги: 2009/10
- Обладатель Кубка Англии (3): 2008/09, 2009/10, 2011/12
- Финалист Лиги чемпионов УЕФА: 2007/08
- Победитель Лиги чемпионов УЕФА: 2011/12
- Обладатель Суперкубка Англии: 2009

Сборная Франции
- Серебряный призёр чемпионата мира: 2006

### Личные
- Футболист года во Франции по версии НСПФ: 2007
- Игрок месяца английской Премьер-лиги: Март 2010
- Игрок года по версии футболистов «Челси»: 2010

## Статистика выступлений

### Клубная
| Челси                           | 2011/12          | 26  | 2  | 8  | 1  | 9  | 0 | 43  | 3   |
| Челси                           | 2010/11          | 34  | 13 | 0  | 0  | 5  | 1 | 39  | 14  |
| Челси                           | 2009/10          | 33  | 12 | 9  | 3  | 8  | 0 | 50  | 15  |
| Челси                           | 2008/09          | 31  | 6  | 6  | 2  | 10 | 1 | 47  | 9   |
| Челси                           | 2007/08          | 21  | 2  | 5  | 0  | 11 | 1 | 37  | 3   |
| Челси                           | Итого            | 145 | 35 | 28 | 6  | 43 | 3 | 216 | 44  |
| Лион                            | 2006/07          | 35  | 10 | 3  | 1  | 7  | 2 | 47  | 13  |
| Лион                            | 2005/06          | 31  | 6  | 1  | 0  | 9  | 0 | 40  | 6   |
| Лион                            | 2004/05          | 37  | 5  | 0  | 0  | 10 | 3 | 47  | 8   |
| Лион                            | 2003/04          | 35  | 4  | 1  | 0  | 10 | 0 | 45  | 4   |
| Лион                            | Итого            | 138 | 25 | 5  | 1  | 36 | 5 | 179 | 30  |
| Генгам                          | 2002/03          | 37  | 10 | 2  | 2  |    |   | 39  | 12  |
| Генгам                          | 2001/02          | 32  | 4  | 2  | 1  |    |   | 34  | 5   |
| Генгам                          | 2000/01          | 23  | 1  | 1  | 0  |    |   | 24  | 1   |
| Генгам                          | Итого            | 92  | 15 | 5  | 3  |    |   | 92  | 18  |
| Шатору                          | 1999/00          | 28  | 2  | 3  | 2  |    |   | 28  | 2   |
| Шатору                          | 1998/99          | 28  | 3  | 1  | 0  |    |   | 28  | 3   |
| Шатору                          | 1997/98          | 1   | 0  |    |    |    |   | 1   | 0   |
| Шатору                          | 1996/97          | 2   | 0  |    |    |    |   | 2   | 0   |
| Шатору                          | Итого            | 59  | 5  | 4  | 2  |    |   | 63  | 7   |
| Всего за карьеру                | Всего за карьеру | 434 | 80 | 42 | 12 | 79 | 8 | 555 | 100 |
| По состоянию на 29 августа 2012 |                  |     |    |    |    |    |   |     |     |

## В медиафутболе
В январе 2025 года стало известно, что Малуда присоединился к российской медиафутбольной команде Fight Nights. Он сыграл за клуб в Суперкубке Медиалиги в Абу-Даби.